# 2016年リオデジャネイロオリンピックのソマリア選手団
2016年リオデジャネイロオリンピックのソマリア選手団（2016ねんリオデジャネイロオリンピックのソマリアせんしゅだん）は、2016年8月5日から8月21日までブラジルのリオデジャネイロで開催された2016年リオデジャネイロオリンピックソマリア選手団の名簿。

## 選手団
- 人員: 選手 2人
- 開会式旗手: モハメド・ハッサン・モハメド

## 種目別選手・スタッフ名簿及び成績

### 陸上競技
| 選手                         | 種目      | 予選       | 予選 | 準決勝   | 準決勝   | 決勝     | 決勝     |
| 選手                         | 種目      | 結果       | 順位 | 結果     | 順位     | 結果     | 順位     |
| ---------------------------- | --------- | ---------- | ---- | -------- | -------- | -------- | -------- |
| モハメド・ハッサン・モハメド | 男子5000m | 14分57秒84 | 24着 | -        | -        | 予選敗退 | 予選敗退 |
| マリアン・ヌー・ムセ         | 女子400m  | 1分10秒14  | 8着  | 予選敗退 | 予選敗退 | 予選敗退 | 予選敗退 |